# Christian Stocker
Christian Stocker (ur. 20 marca 1960 w Wiener Neustadt) – austriacki polityk, prawnik i samorządowiec, parlamentarzysta, od 2025 przewodniczący Austriackiej Partii Ludowej (ÖVP), od 2025 kanclerz Austrii.

## Życiorys
W latach 1979–1988 kształcił się w zakresie prawa na Uniwersytecie Wiedeńskim. Podjął praktykę w zawodzie adwokata. Zaangażował się w działalność polityczną w ramach Austriackiej Partii Ludowej. Należał do jej organizacji młodzieżowej Junge ÖVP. W 1990 zasiadał w radzie miejskiej w Wiener Neustadt, w 2000 powołany na drugiego zastępcę burmistrza, a w 2015 został pierwszym zastępcą burmistrza. W czerwcu 2019 objął mandat posła do Rady Narodowej XXVI kadencji zwolniony przez Johanna Rädlera. Utrzymywał go na kolejne kadencje w wyborach w 2019 oraz 2024.
We wrześniu 2022 powołany na sekretarza generalnego ÖVP. Na początku stycznia 2025, po złożeniu rezygnacji przez Karla Nehammera, został tymczasowym przewodniczącym ludowców. Jego partia kontynuowała udział w rozmowach koalicyjnych nad powołaniem nowego rządu. Ostatecznie pod koniec lutego ÖVP zawarła porozumienie z socjaldemokratami i liberalną partią NEOS. 3 marca tego samego roku Christian Stocker został zaprzysiężony na urzędzie kanclerza. Pod koniec tegoż miesiąca został wybrany na przewodniczącego Austriackiej Partii Ludowej.